# Piricaudilium lobatum
Piricaudilium lobatum är en svampart som beskrevs av Hol.-Jech. 1988. Piricaudilium lobatum ingår i släktet Piricaudilium, divisionen sporsäcksvampar och riket svampar.   Inga underarter finns listade i Catalogue of Life.